# Kakuma
Koordinaten: 3° 43′ N, 34° 52′ O

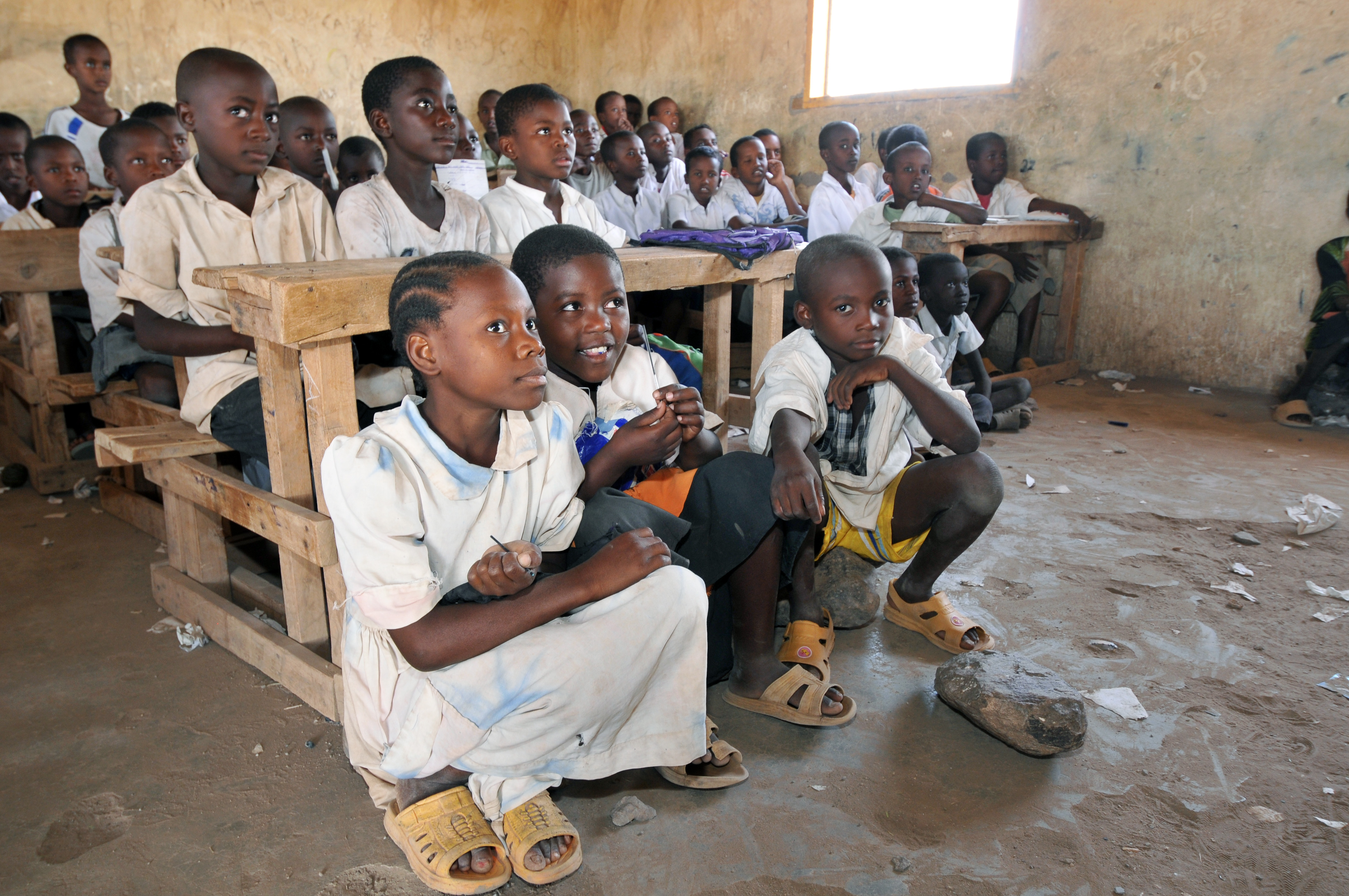
Schulkinder im Flüchtlingslager Kakuma (2011)

Kakuma ist ein Flüchtlingslager im Turkana County ca. 120 km nördlich von Lodwar im Norden Kenias mit über 100.000 Einwohnern.

## Geschichte
Das Lager wurde 1992 für zunächst etwa 30.000–40.000 Kinder und Jugendliche aus Südsudan, die sogenannten „Lost Boys“, eingerichtet. Etwa 70 % von ihnen stammten aus dem Südsudan. Weitere größere Anteile stellen Äthiopier und Somalier, ferner leben in Kakuma Eritreer, Burundier, Ruander, Ugander und Kongolesen. Die Zahl der Lagerbewohner überwog die der lokalen Turkana-Bevölkerung in der dünn besiedelten Wüstenregion bei weitem.
Tagsüber organisierten internationale Nichtregierungsorganisationen das Lager. In der Nacht übernahm die Sudanesische Volksbefreiungsarmee (1983–2011) die Herrschaft.
Im Jahr 2000 wurden etwa 3500 Lost Boys aus Kakuma in die USA umgesiedelt. Seit Ende des Krieges im Südsudan 2005 hat die Rückführung von Südsudanesen aus Kakuma begonnen.
Im April 2021 einigten sich Kenia und die Vereinten Nationen auf die Schließung Kakumas bis zum 30. Juni 2022. Das wurde zum vereinbarten Termin jedoch nicht umgesetzt. Um die CO2-Emissionen und Energiekosten zu senken, wurde Africa GreenTec vom UNHCR beauftragt, in Kakuma eine 900 kWp-Photovoltaik-Anlage in Kombination mit einem 2400 kWh-Batteriespeicher zu errichten.

## Besuche ausländischer Staatsoberhäupter
Während seiner Zeit als Bundespräsident der Schweiz besuchte Alain Berset das Flüchtlingslager im Juli 2018. Die Direktion für Entwicklung und Zusammenarbeit ließ dort von Swisscontact ein Berufsbildungsprojekt umsetzen.
Im Februar 2020 besuchte der deutsche Bundespräsident Frank-Walter Steinmeier Kakuma während seiner Reise nach Kenia.

## Bekannte Bewohner
- Awer Mabil (* 1995), wurde dort geboren, jetzt australischer Fußballspieler
- Joseph Deng (* 1998), wurde dort geboren, jetzt australischer Mittelstreckenläufer